# HMS Sikh (F82)
L'HMS Sikh va ser un destructor de classe tribal de la Royal Navy britànica . El vaixell va entrar en servei el 1938 i va servir durant la Segona Guerra Mundial, participant en l'enfonsament de Bismarck i la batalla del cap Bon. El 1942, mentre participava en una incursió de comandos, el Sikh va ser enfonsat per una combinació d'artilleria de terra, canons antiaeris i bombes aèries.

## Descripció
Els destructors Tribal tenien la intenció de contrarestar els grans destructors construïts per altres nacions i millorar la potència de foc de les flotilles de destructors existents i eren significativament més grans i més armats que la classe I anterior. Els vaixells desplaçaven 1.891 tones llargues (1.921 t) amb càrrega estàndard i 2.519 tones llargues (2.559 t) amb càrrega profunda. Tenien una longitud total de 377 peus (114,9 m), una mànega de 36 peus 6 polzades (11,13 m) i un calat d'11 peus 3 polzades (3,43 m). Els destructors eren propulsats per dues turbines de vapor Parsons, cadascuna de les quals impulsava un eix de l'hèlix utilitzant vapor proporcionat per tres calderes de tres tambors Admiralty. Les turbines desenvolupaven un total de 44.000 cavalls de vapor (33.000 kW) i li donaven una velocitat màxima de 36 nusos (67 km/h; 41 mph). Durant les seves proves al mar, el Zulu va assolir els 34,9 nusos (64,6 km/h; 40,2 mph) des de 44.463 shp (33.156 kW) amb un desplaçament de 2.212 tones llargues (2.247 t). Els vaixells portaven prou fuel com per oferir-los una autonomia de 5.700 milles nàutiques (10.600 km; 6.600 milles) a 15 nusos (28 km/h; 17 mph). El complement dels vaixells estava format per 190 oficials i mariners, encara que els líders de la flotilla portaven 20 oficials i homes addicionals que consistien en el capità (D) i el seu estat major.
L'armament principal de la classe Tribal eren vuit canons Mark XII de tir ràpid (QF) de 4,7 polzades (120 mm) en quatre muntatges de dos canons superfire, un parell a davant i a darrere de la superestructura, designats "A". B', 'X' i 'Y' de davant a darrere. Els muntatges tenien una elevació màxima de 40°. Per a la defensa antiaèria (AA), portaven un muntatge quàdruple per al canó "pom-pom" QF Mk II de dues lliures i dos suports quàdruples per a les metralladores Mark III de 0,5 polzades (12,7 mm). El foc d'angle baix pels canons principals estava controlat per la torre de direcció i control (DCT) sobre el sostre del pont que alimentava les dades adquirides per ell i el telèmetre de 12 peus (3,7 m) del telèmetre/director Mk II directament darrere del DCT a un ordinador mecànic analògic, el Rellotge de control de foc Admiralty Mk I. El foc antiaeri per als canons principals va ser controlat pel telèmetre/director que enviava dades al rellotge mecànic de manteniment de l'espoleta.
Els vaixells estaven equipats amb un muntatge quàdruple sobre l'aigua per a torpedes de 21 polzades (533 mm). Els Tribals no estaven pensats com a vaixells antisubmarins, però estaven proveïts d'ASDIC, un bastidor de càrregues de profunditat i dos llançadors per a l'autodefensa, encara que els llançadors no estaven muntats a tots els vaixells. Vint càrregues de profunditat era l'assignació de temps de pau, però aquesta augmentava a 30 durant la guerra.

### Modificacions en temps de guerra
Les grans pèrdues a l'atac aeri alemany durant la campanya de Noruega van demostrar la ineficàcia de l'armament antiaeri dels Tribals i la Royal Navy va decidir el maig de 1940 substituir la montura "X" per dos canons Mark XVI de doble propòsit QF de 4 polzades (102 mm) en un muntatge de dos canons. Per controlar millor les armes, el telèmetre/director existent es va modificar per acceptar un radar d'artilleria tipus 285 a mesura que estaven disponibles. El nombre de càrregues de profunditat es va augmentar a 46 a principis de la guerra, i encara se'n van afegir més després. Per augmentar els arcs de tir dels canons antiaeris, l'embut posterior es va escurçar i el pal principal es va reduir a un pal de pal curt

## Construcció i carrera
Autoritzat com un dels nou destructors de classe Tribal segons les estimacions navals de 1936, el Sikh va ser el segon vaixell del seu nom a servir a la Royal Navy. El vaixell va ser encarregat el 19 de juny de 1936 a Alexander Stephen and Sons i va ser posat el 24 de setembre a la drassana Linthouse de la companyia. Avarat el 8 de juny de 1937, el Sikh va ser posat en servei el 12 d'octubre de 1938 amb un cost de 337.704 lliures esterlines, que excloïen les armes i els equips de comunicacions subministrats per l'Almirallat . El vaixell va entrar en servei com a part de la 4a Flotilla de Destructors de la Royal Navy.
El 1941, mentre estava sota el comandament del comandant Stokes, va participar en l'enfonsament del cuirassat alemany Bismarck. La nit abans de l'enfonsament de Bismarck, va disparar una salva de quatre torpedes i va reclamar un cop després d'escoltar explosions submarines, però en realitat no hi va haver cops.
El Sikh va ser transferit al Mediterrani servint com a part de la Força H. El 13 de desembre de 1941, el Sikh , juntament amb el Legion, el Maori i el vaixell holandès HNLMS  Isaac Sweers, van enfonsar els creuers italians Alberico da Barbiano i Alberto di Giussano a la batalla del cap Bon.
El 4 d'agost de 1942, sikh juntament amb el Zulu, el Croome i el Tetcott van enfonsar el submarí alemany U-372 davant de Haifa.
El 14 de setembre, el Sikh i el Zulu van aterrar i després van cobrir l'operació Acord, una incursió de comandos a Tobruk. El Sikh va ser colpejat repetidament, aparentment principalment per l'artilleria costanera italiana de 152 mm, 145 mm i 120 mm (tot i que fonts britàniques de vegades atribueixen el foc completament a canons alemanys de 88 mm), i també podria haver estat bombardejat per un Macchi C.200, i afectat pel foc de HMS Croome  –  115 homes van ser perduts i molts alters van ser fets presoners, la majoria d'ells quan la nau de desembarcament dels Royal Marines que els havia rescatat va ser capturada per una llanxa MZ italiana. El Zulu va ser danyat i enfonsat per un bombardeig aeri l'endemà.